# Associazione Vogherese Calcio 1946-1947
Questa voce raccoglie le informazioni riguardanti l'Associazione Vogherese Calcio nelle competizioni ufficiali della stagione 1946-1947.

## Rosa
| N. |                    | Ruolo | Calciatore          |
| -- | ------------------ | ----- | ------------------- |
|    | Italia (bandiera)  | C     | G. Alvigini         |
|    | Italia (bandiera)  | C     | Stefano Angeleri    |
|    | Italia (bandiera)  | P     | Sergio Bani (II)    |
|    | Italia (bandiera)  | C     | Balduzzi            |
|    | Albania (bandiera) | A     | Sebahudin Biçaku    |
|    | Italia (bandiera)  | C     | Elio Canonico       |
|    | Italia (bandiera)  | C     | Dante Cattaneo      |
|    | Italia (bandiera)  | C     | Vittorio Corradini  |
|    | Italia (bandiera)  | D     | Giuseppe Galimberti |
|    | Italia (bandiera)  | C     | Ugo Gazzari         |
|    | Italia (bandiera)  | C     | Giorgi              |

| N. |                   | Ruolo | Calciatore            |
| -- | ----------------- | ----- | --------------------- |
|    | Italia (bandiera) | P     | Mario Longoni         |
|    | Italia (bandiera) | A     | F. Parini             |
|    | Italia (bandiera) | A     | Luigi Parrocchetti    |
|    | Italia (bandiera) | C     | Giovan Battista Penzo |
|    | Italia (bandiera) | C     | Giovanni Punteri      |
|    | Italia (bandiera) | D     | Enrico Repetto        |
|    | Italia (bandiera) | A     | Angelo Rossetti       |
|    | Italia (bandiera) | A     | Oscarre Spadavecchia  |
|    | Italia (bandiera) | A     | Pasquale Torre        |
|    | Italia (bandiera) | C     | Giuseppe Villani      |
|    | Italia (bandiera) | D     | Arcangelo Zerbini     |